# Anna-Lena Friedsam
Anna-Lena Friedsam (født 1. februar 1994 i Neuwied, Tyskland) er en professionel kvindelig tennisspiller fra Tyskland.